# LEW EL 1
Die elektrische Tagebaulokomotive EL 1 wurde bei Lokomotivbau Elektrotechnische Werke „Hans Beimler“ Hennigsdorf (LEW) in der Zeit von 1957 bis 1971 in 564 Exemplaren gefertigt. Sie war in zahlreichen Tagebauen der Sowjetunion und deren Nachfolgestaaten eingesetzt. Es ist nicht bekannt, ob es noch erhaltene Lokomotiven gibt.

## Geschichte
Die Maschinen waren nach dem Zweiten Weltkrieg als Weiterentwicklung der Tagebaulokomotive KEL 3 von AEG entstanden, von denen nach dem Krieg einige Lokomotiven als Reparationen in der Sowjetunion als Reihe PE 150 verblieben. LEW änderte die Vorkriegskonstruktion in eine zweiteilige Lokomotive mit drei Antriebsdrehgestellen mit der Achsfolge Bo’Bo’Bo’ um. Dabei wurde die gute Kurvengängigkeit in engen Gleisradien mit den Vorteilen der besseren Unterbringung der Aggregate und Geräte gepaart.
Die Lokomotiven wurden nur für den Export in die Sowjetunion gebaut. Die Stückzahl wird mit 564 Lokomotiven in der Fertigungszeit von 1957 bis 1971 angegeben. Während dieser Zeit waren sie die dominierende Variante von Tagebaulokomotiven mit 1500 V Gleichspannung in der Sowjetunion. Später bekamen sie Konkurrenz durch die LEW EL 21 und Konstruktionen mit Thyristorschalter, auch aus der Produktion von LEW und Škoda, sowie durch Lokomotiven aus China wie der Type ZG 150.
Über den Verbleib der Lokomotiven gibt es keine Angaben. Im Alltagsbetrieb erwies sich die Nachfolgetype El 21 als insgesamt zuverlässiger. In der Sowjetunion wurden schon ab den 1960er Jahren Tagebaue auf den Betrieb von Wechselspannung umgestellt.

## Technik

### Mechanik
Der Lokomotivkasten besteht aus zwei Teilen, die auf drei Drehgestellen mit jeweils der Achsfolge Bo' aufgestützt sind (auf den äußeren Drehgestellen jeweils in der Mitte, auf dem mittleren außermittig über der Drehmomentenstütze des Tatzlagerantriebes). Die Kästen sind mit seitlichen Halterungen und kugelförmigen Stützen auf den Drehgestellen abgestützt. Außerdem sind die Drehgestelle untereinander durch Zwischenstangen und die Kästen untereinander durch kurze Stäbe verbunden. Die passive Federung der Drehgestelle mit den Kästen wird mit Blattfedern durchgeführt. In der aktiven Federung der Achslager mit dem Drehgestell wurden Blattfedern verwendet. Bei den äußeren Drehgestellen sind die beiden Blattfedern durch Längshebel miteinander verbunden und zusätzlich mit einer Blattfeder abgefedert, bei dem mittleren Drehgestell fehlen diese Verbindungshebel.
Ein Kastensegment besteht aus drei Teilen, dem Vorbau, dem Führerstand und dem Maschinenraum. Im Maschinenraum sind zwischen einem mittleren Durchgang die einzelnen Geräte wie der Ventilator, die Anfahrwiderstände und Lichtmaschine untergebracht. Im Führerstand sind neben dem Schaltschrank auch der Fahrschalter, das Führerbremsventil und die Handbremse. Im Vorbau sind Luftverdichter, Luftbehälter, Umformer und ein Ventilator für die äußeren Drehgestelle platziert.
Die Fahrmotoren sind als Tatzlager-Fahrmotoren ausgeführt. Sie besitzen ein einseitig angeordnetes Ritzel. An jedem Drehgestell sind zwei Bremszylinder vorhanden. Sie werden über drei Luftverteiler mit Druckluft versorgt.

### Elektrik
Elektrisch haben die Fahrmotoren eine Dauerleistung von 290 kW. Sie wurden vom Sachsenwerk Dresden hergestellt und waren als herkömmliche Gleichstromfahrmotoren mit Kollektor ausgeführt. Gesteuert werden sie durch eine Widerstandssteuerung. Geschaltet werden die Motoren in den beiden Drehgestelle in Reihenschaltung. Die einzelnen Motorgruppen wurden beim Anfahren in Reihenschaltung, ab der Fahrstufe 19 in Parallelschaltung geschaltet. Diese können als elektrische Bremse verwendet werden.
Zu den Hilfsmaschinen zählen drei Luftverdichter, der Ventilator für die Belüftung und Kühlung der Fahrmotoren und der Widerstände, der Umformer sowie die Batterie. Gebremst wird bei der Lokomotive mit der in der Sowjetunion üblichen Bremse Matrosow. Alle Radsätze können beidseitig besandet werden.